# طوني كاسيو
طوني كاسيو (بالإنجليزية: Tony Cascio)‏ (28 مارس 1990 بغيلبرت في الولايات المتحدة - ) هو لاعب كرة قدم أمريكي في مركز الوسط. لعب مع أورلاندو سيتي وكولورادو رابيدز وهيوستن دينامو وفينيكس راسينغ.

## وصلات خارجية
- طوني كاسيو على موقع الدوري الأمريكي (الإنجليزية)
- طوني كاسيو على موقع قاعدة بيانات كرة القدم.إي يو (الإنجليزية)
- طوني كاسيو على موقع AS.com (الإسبانية)